# Sericia strigiformis
Sericia strigiformis là một loài bướm đêm trong họ Erebidae.